# Konrad I. von Tölz und Hohenburg

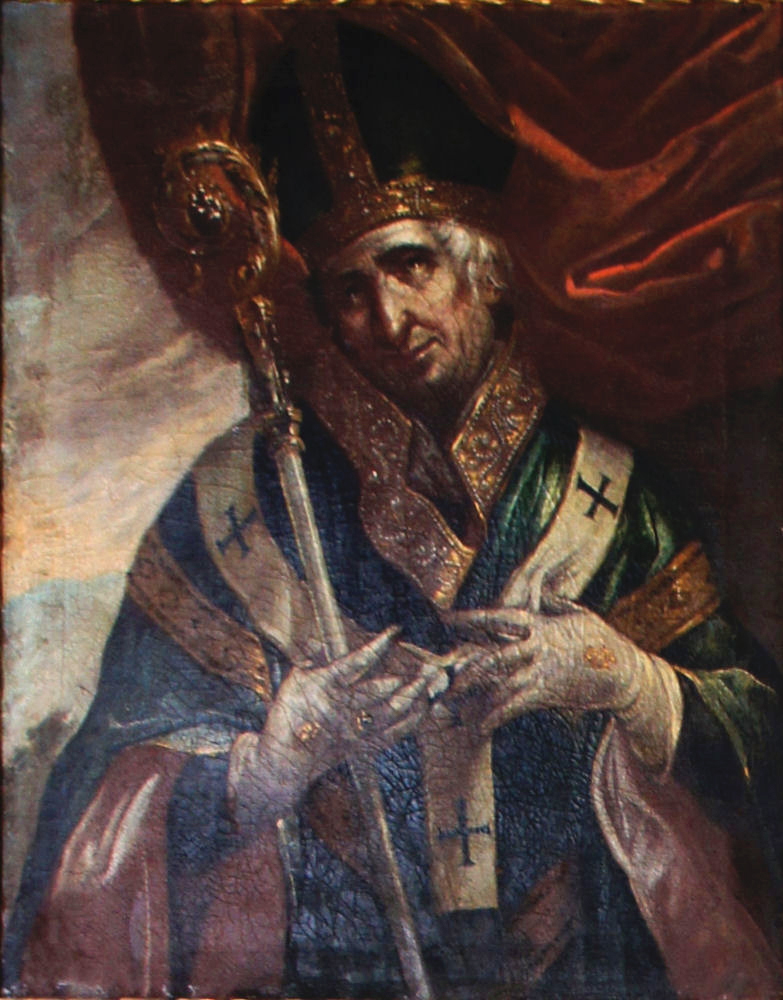
Konrad I. von Tölz und Hohenburg auf einem Gemälde im Fürstengang Freising

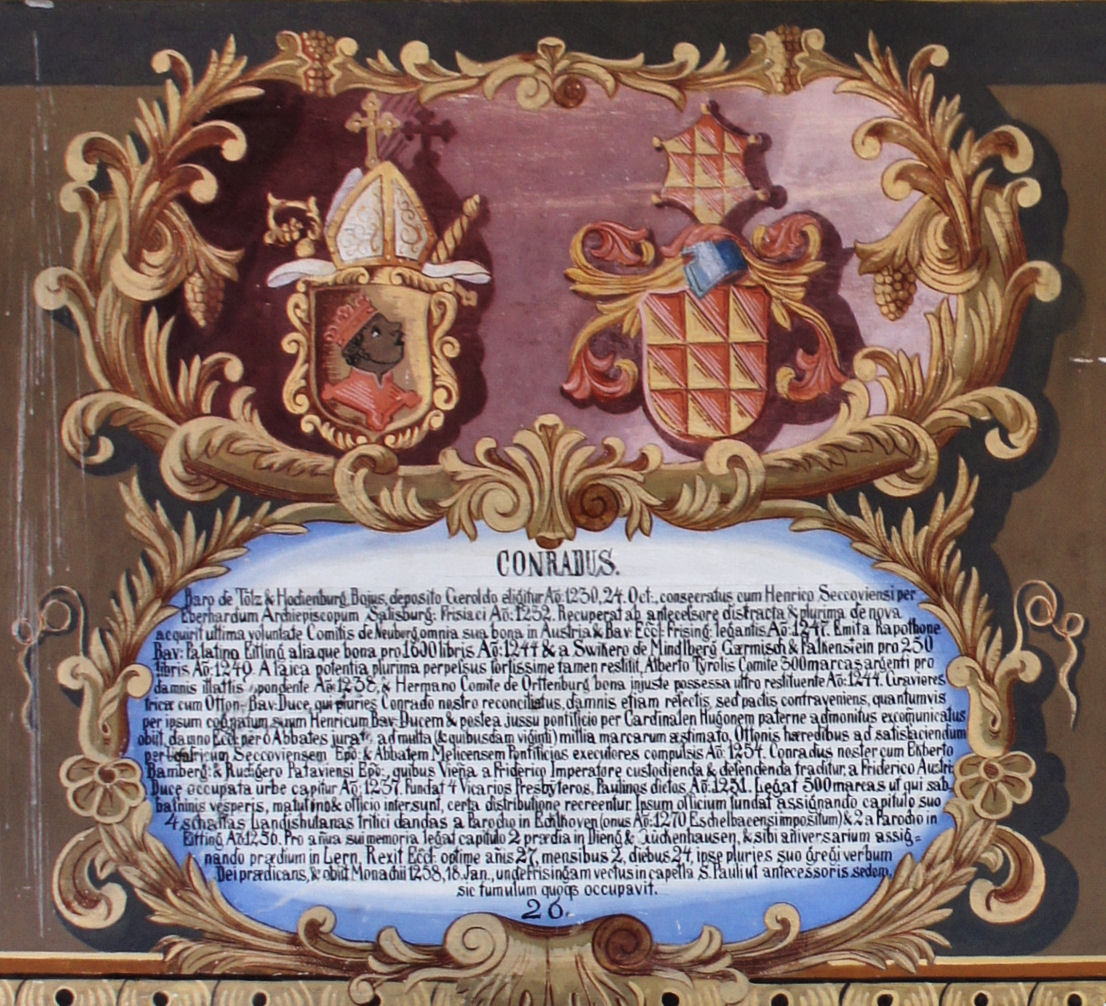
Wappentafel von Konrad I. von Tölz und Hohenburg im Fürstengang Freising

Konrad I. von Tölz und Hohenburg (auch: Tolntznaer; † 18. Januar 1258) war der 26. Bischof von Freising. Er regierte von 1230 bis 1258.

## Leben und Wirken
Konrad verfügte über mehrere Pfründen. Für 1224 ist er als Domherr von Freising nachgewiesen, später war er Propst von Innichen und Domherr von Regensburg. Als Freisinger Domherr reiste er 1229 nach Rom, um gegen die Absicht des Bischofs Gerold von Waldeck zu opponieren, der wegen selbst verschuldeter finanzieller Schwierigkeiten die Stadt Freising den Wittelsbachern als Lehen überlassen wollte. Dieses wurde von Papst Gregor IX. verhindert.
Nachdem der Papst Gerold von Waldeck 1230 abgesetzt hatte, wurde Konrad von Tölz dessen Nachfolger als Bischof von Freising. Die Bischofsweihe erfolgte 1232. Da Otto von Wittelsbach die Landeshoheit auch über Freising anstrebte, geriet Konrad mit diesem in Streit und musste nach Österreich fliehen. 1235 exkommunizierte er den Herzog, versöhnte sich jedoch zwei Jahre später mit ihm. Nachdem Konrad 1245 am Hoftag des Kaisers Friedrich II. teilgenommen hatte, wurde er vom päpstlichen Legaten Philipp von Ferrara gebannt. Daraufhin reiste er zur Kurie nach Lyon, unterwarf sich und erhielt dort die Absolution. 1249 nahm er an der Synode von Mühldorf teil. Nach dem Tode der Herzogs Otto von Wittelsbach wurde Konrad von Papst Clemens IV. mit der Untersuchung über dessen kirchliche Haltung beauftragt. Im selben Jahr erwarb er die Grafschaft Werdenfels für Freising. 1252 nahm er an der Hochzeit des böhmischen Königs Ottokar II. Přemysl mit Margarete von Babenberg teil.